# Chasing Ice
Chasing Ice ist ein US-amerikanischer Dokumentarfilm aus dem Jahr 2012. Porträtiert wird die Arbeit des Naturfotografen James Balog, der im Rahmen seines Projekts Extreme Ice Survey den zunehmenden Gletscherschwund infolge der globalen Erwärmung visuell dokumentierte. Regie führte Jeff Orlowski.
Der Film beinhaltet unter anderem Ausschnitte aus der bisher längsten Videoaufnahme eines kalbenden Gletschers. Das Kalben des Ilulissat-Gletschers in Westgrönland dauerte 75 Minuten und resultierte in einem Rückzug des Gletschers von etwa einer Meile über eine Breite von etwa 3 Meilen.

## Rezeption
Chasing Ice

„[…] zeigt Bilder, die unvergesslich sind, voller Schönheit und Schrecken. […] Die Bilder zeigen auch, wie rasant das Eis schmilzt. […] Sie machen sinnlich begreifbar, worüber bei Klima-Konferenzen immer nur geredet wird.“

„[…] unterscheidet sich von den meisten Versuchen des Kinos, die Welt vor der Klimakatastrophe zu retten. […] Aber seine Überzeugungskraft schöpft „Chasing Ice“ dann doch nicht aus der Wissenschaft, sondern aus der Kunst - aus der ungeheuren Macht seiner Bilder. […] Die Bilder sind atemberaubend, irgendwie natürlich wunderschön – und beklemmend.“

„[…] Balogs Aufnahmen des Extreme Ice Survey könnten für die öffentliche Wahrnehmung eine ähnliche historische Bedeutung entfalten wie Keelings Messungen für die Wissenschaft. […] Das Bedeutende an diesem Film ist […], dass ihm das schwierige Kunststück gelingt, dem Zuschauer den Klimawandel ein gutes Stück erlebbar und nachfühlbar zu machen. Der Film macht einem auch emotional bewusster, welche Veränderungen von geologischem Ausmaß wir derzeit erleben und verursachen. Das ist Balogs erklärte Hoffnung: dass uns dies gerade noch rechtzeitig bewusst wird. Wer weiter so tun möchte, als hätten wir kein drängendes Problem, der sollte sich diesen Film nicht ansehen. Alle anderen – vor allem Menschen, die Kinder oder politische Verantwortung haben – sollten ihn kennen.“

„[…] Nie wurden die Konsequenzen der Erderwärmung so künstlerisch und verstörend zugleich in Szene gesetzt. […] Orlowski hat mit  Chasing Ice eine wissenschaftliche Dokumentation gedreht, die nie laut anklagt. Vor allem Forscher, James Balog und dessen Team kommen zu Wort. Die Fakten sind wie sie sind, die Fotos im Zeitraffer lügen nicht. […] Balogs Botschaft ist deutlich: Wir wissen, was dort draußen passiert.“

## Auszeichnungen
Chasing Ice erhielt über 30 Auszeichnungen bei verschiedenen Filmfestivals, unter anderem folgende:
- Excellence in Cinematography Award: US Documentary beim Sundance Festival 2012
- Best Documentary, Environmental Media Award der Environmental Media Association
- Best Documentary, Berkshire Film Festival
- Best Documentary, Big Sky Film Festival
- Best Documentary, Crested Butte Film Festival

Bei der Oscarverleihung 2013 wurde der Song Before My Time von Joshua Ralph (gesungen von Scarlett Johansson, Violine: Joshua Bell) in der Kategorie Bester Filmsong nominiert.